# Aysén (Kommune)
Aysén, veraltet auch Aisén, ist eine Kommune in Westpatagonien, Süd-Chile. Sie hat rund 24.000 Einwohner (Stand 2017) von denen 85 % in städtischen und 15 % in ländlichen Zonen leben. Die weit auseinander liegenden urbanen Zentren sind Puerto Aysén (Verwaltungszentrum am Río Aysén), Puerto Chacabuco (Seehafen am Aysén-Fjord), Villa Mañihuales (45°10'S,72°9'W) und Puerto Aguirre (45°10'S, 73°31'W) auf der Insel Las Huichas. Zum Gebiet der Kommune gehören ein Großteil des Chonos-Archipels und einige Nationalparks, wie die Reserva Nacional Río Simpson und der Nationalpark Laguna San Rafael.